# Rhopalopsole lii
Rhopalopsole lii is een steenvlieg uit de familie naaldsteenvliegen (Leuctridae). De wetenschappelijke naam van de soort is voor het eerst geldig gepubliceerd in 2010 door Li, Li & Yang.